# Acontista parva
Acontista parva är en bönsyrseart som beskrevs av Max Beier 1942. Acontista parva ingår i släktet Acontista och familjen Acanthopidae. Inga underarter finns listade i Catalogue of Life.